# Tall-e Sālār
Tall-e Sālār (persiska: تل سالار, تلّ وسطی) är en ort i Iran.   Den ligger i provinsen Lorestan, i den västra delen av landet, 400 km sydväst om huvudstaden Teheran. Tall-e Sālār ligger 1 358 meter över havet och antalet invånare är 244.
Terrängen runt Tall-e Sālār är kuperad. Runt Tall-e Sālār är det ganska tätbefolkat, med 72 invånare per kvadratkilometer. Närmaste större samhälle är Vasīān, 16,6 km nordväst om Tall-e Sālār. Omgivningarna runt Tall-e Sālār är i huvudsak ett öppet busklandskap.